# Republiek Hatay

Een vlagkaart van Syrië inclusief de Sanjak van Alexandretta, die nog steeds wordt gebruikt op officiële kaarten.

De Republiek Hatay (Turks: Hatay Devleti; Frans: État du Hatay; Arabisch: دولة خطاي, Dawlat Ḫaṭāy), ook informeel bekend als de Republiek Hatay (Arabisch: جمهورية خطاي, Jumhūriyyat Ḫaṭāy), officieel de Staat Hatay, was een republiek in de Levant grenzend aan de Middellandse Zee die bestond tussen 2 september 1938 en 29 juni 1939. Het gebied komt grotendeels overeen met de huidige Turkse provincie Hatay.

## Geschiedenis
Na de Eerste Wereldoorlog werd het gebied als de Sandjak Alexandretta met een mandaat van de Volkenbond door Frankrijk bestuurd, als deel van het Frans Mandaat Syrië. De bevolking bestond echter voor een groot deel uit Turken en Alawieten die niet bij het mandaat Syrië wilden horen. In 1937 kreeg het gebied enige autonomie binnen Syrië.
Op 2 september 1938 werd tijdens rellen tussen Turken en Arabieren de Republiek Hatay uitgeroepen. Deze republiek stond onder gezamenlijk Frans-Turks militair toezicht, terwijl de regering onder grote Turkse invloed stond. Het is dan ook niet verrassend dat de republiek zich in 1939 aansloot bij Turkije en een provincie van dat land werd, al gebeurde dat na een referendum. Frankrijk stemde daarmee in, omdat het geen oorlog overzee wenste vanwege de Duitse dreiging aan de eigen grens.
Syrië beschouwt het gebied van de Republiek Hatay nog steeds als Syrisch grondgebied. In 1939 trad de Syrische president Hashim al-Atassi uit protest af, omdat het Franse mandaat over Syrië van de Volkenbond niet de bevoegdheid verleende om grondgebied af te staan.